# 24 (영화)
24는 인도에서 제작된 비크람 K. 쿠마 감독의 2016년 SF 영화이다. 수리야 등이 주연으로 출연하였다.

## 출연

### 주연
- 수리야
- 사만다 루스 프라브후
- 니샤 메논
- 기리시 카나드